# Доказательство (фильм, 2005)
«Доказательство» (англ. Proof) — художественный фильм-драма, снятый кинокомпанией MiraMax (США) и вышедший в прокат в 2005 году. Режиссёр Джон Мэдден. Сценарий основан на одноимённой пьесе Дэвида Оберна, за которую в 2001 году он получил Пулитцеровскую премию, премию «Тони» за лучшую пьесу и Премию сообщества театральных критиков Нью-Йорка.

## Сюжет
Сюжет развивается в двух временных отрезках: после смерти Роберта Лливелина (Энтони Хопкинс), ученого-математика, профессора Чикагского университета, страдавшего при жизни тяжелым ментальным расстройством, и во флешбеках, раскрывающих его взаимоотношения с дочерью — Кэтрин (Гвинет Пэлтроу). Она тоже математик и когда-то подавала большие надежды в Университете Иллинойса. Но известность её отца, его недуг, страх унаследовать психическое заболевание делают её жизнь невыносимой. Роберт умирает, но продолжает являться дочери во снах, досаждая неразрешимыми математическими задачами.
Герольд (Хэл) Допс — аспирант Чикагского университета и ученик Роберта пытается получить доступ к архивам профессора, но находит в кабинете только множество тетрадей с бессвязными записями. Кэтрин против его бесцеремонного визита. Хэл спешно уходит, Кэтрин звонит в полицию.
На следующий день на похороны прилетает сестра Кэтрин Клэр (Хоуп Дэвис) — финансовый консультант из Нью-Йорка, собранная и холодная. Отношения сестёр по-прежнему сложны: Клэр постоянно придирается к Кэтрин по поводу её внешности. Та же обвиняет сестру в отсутствии внимания к больному умирающему отцу. На похоронах Кэтрин выражает открытое негодование присутствующим за то, что те не были рядом с её отцом в последние годы. Она рассказывает о его безумии и постоянных попытках расшифровать секретные коды, которые, якобы, ему направляли в сообщениях инопланетяне. Кэтрин заявляет, что рада смерти отца, и покидает церемонию до её завершения.
Клэр решает вернуть дом Роберта университету и хочет, чтобы Кэтрин уехала с ней в Нью-Йорк. Клэр уверена, что Кэтрин всё-таки унаследовала болезнь отца. Вечером на поминках в доме Роберта среди прочих гостей появляется Хэл и, как ни чем не бывало, заводит с Кэтрин беседу. Она значительно смягчается, и позже тот остается с ней на ночь. Кэтрин даёт Хэлу ключ от стола Роберта, и он находит там блокнот, который содержит длинные и, видимо, чрезвычайно важные математические расчеты некоторой теоремы. Хэл в волнении показывает записи Кэтрин и Клэр. Кэтрин утверждает, что записи принадлежат ей, а не отцу. Хэл не верит и считает, что такая работа ей не под силу, а Клэр по-прежнему убеждена в психическом расстройстве Кэтрин. На следующий день Хэл относит тетрадь на кафедру математики для проверки точности доказательств.
Расчеты оказываются верными. Хэл возвращается с этой новостью, когда сестры готовятся уехать в аэропорт. Теперь он уверен, что автор работы Кэтрин, так как при доказательствах использованы самые последние методы математической науки. Девушка по-прежнему уязвлена его недоверием. Такси отправляется, Хэл бросает тетрадь через открытое окно на колени Кэтрин.
Ожидая вылета, Кэтрин воспоминает, что ещё несколько лет назад отец предложил ей поработать над одной математической проблемой. Она успешно завершает доказательство теоремы и описывает его в одной из тетрадей. Кэтрин спешит рассказать отцу об успехе, но тот настаивает, чтобы она сначала прочитала вслух расчеты, над которым сейчас работает он сам. К разочарованию Кэтрин, записи Роберта содержат не математическое доказательство, а бессвязные и отчаянные наблюдения за сменой времен года. Каждый год разделен на месяцы холода, месяцы тепла и месяцы неопределенной температуры. За теплом придёт холод, за холодом — бесконечность. Читая это произведение, Кэтрин понимает, что отец так и не поборол недуг. Разочарованная Кэтрин оставляет свою тетрадь в столе Роберта.
В этих воспоминаниях Кэтрин пришла к духовному согласию с собой. Она возвращается в Чикаго Последняя сцена фильма — Кэтрин и Хэл встречаются в кампусе университета.

## В ролях
- Энтони Хопкинс — Роберт Лливелин, математик, профессор Чикагского университета
- Гвинет Пэлтроу — Кэтрин Лливелин, дочь Роберта, математик
- Хоуп Дэвис — Клэр Лливелин, дочь Роберта, финансовый аналитик
- Джейк Джилленхол — Герольд (Хэл) Допс, аспирант Чикагского университета, ученик Роберта
- Гэри Хьюстон — профессор Бэроу

## Отзывы
Издание Movie Review, сравнивая «Доказательство» с фильмами последних лет об учёных («Умница Уилл Хантинг», «Игры разума», «Игра в имитацию»), называет его лучшей картиной о мире математики и математиков.
На сайте-агрегаторе Rotten Tomatoes фильм имеет рейтинг 62 % на основании 145 критических отзывов.